# Brocskó Gergely
Brocskó Gergely (18. század – 19. század) katolikus pap.

## Élete
Fiatalon ferences rendi szerzetes lett és 1788-ban a szlavón-boszniai szabadcsapatokhoz állott be mint tábori lelkész, Belgrád előtt 1789-ben kitüntette magát; ezért II. József császártól aranyba foglalt medaille-mellképét kapta.

## Munkái
- Szent missebéli énekes könyvecske. Mely magyar vitézeknek ájtatosságok gyarapodására, miltosságos grof Colloredo, herczeg Ferdinand magyar gyalog regementjénél lévő százados kormánygyozása alatt, és azon regementbéli lelki pástor szorgalmatossága által meg bővesséttetett, és ujra nyomtatásra ki addatott. Passau, 1800